# Конкорецо (Монца и Бријанца)
Конкорецо (итал. Concorezzo) је насеље у Италији у округу Монца и Бријанца, региону Ломбардија.
Према процени из 2011. у насељу је живело 14910 становника. Насеље се налази на надморској висини од 173 м.

## Становништво
| 1931. | 1936. | 1951. | 1961. | 1971.  | 1981.  | 1991.  | 2001.  | 2011.  |
| ----- | ----- | ----- | ----- | ------ | ------ | ------ | ------ | ------ |
| 6.125 | 6.601 | 7.548 | 8.341 | 11.232 | 12.330 | 12.881 | 14.204 | 15.193 |